# Washington (métro de Los Angeles)
Pour les articles homonymes, voir Washington.
Washington est une station du métro de Los Angeles desservie par les rames de la ligne A et située dans le quartier angelin de Central-Alameda (en) dans South Los Angeles en Californie.

## Localisation
Station du métro de Los Angeles située en surface, Washington est située sur la ligne A à l'intersection de Long Beach Avenue et de Washington Boulevard dans le quartier Central-Alameda (en) au sud de Downtown Los Angeles.

## Histoire
Washington a été mise en service le 14 juillet 1990.

## Service

### Accueil

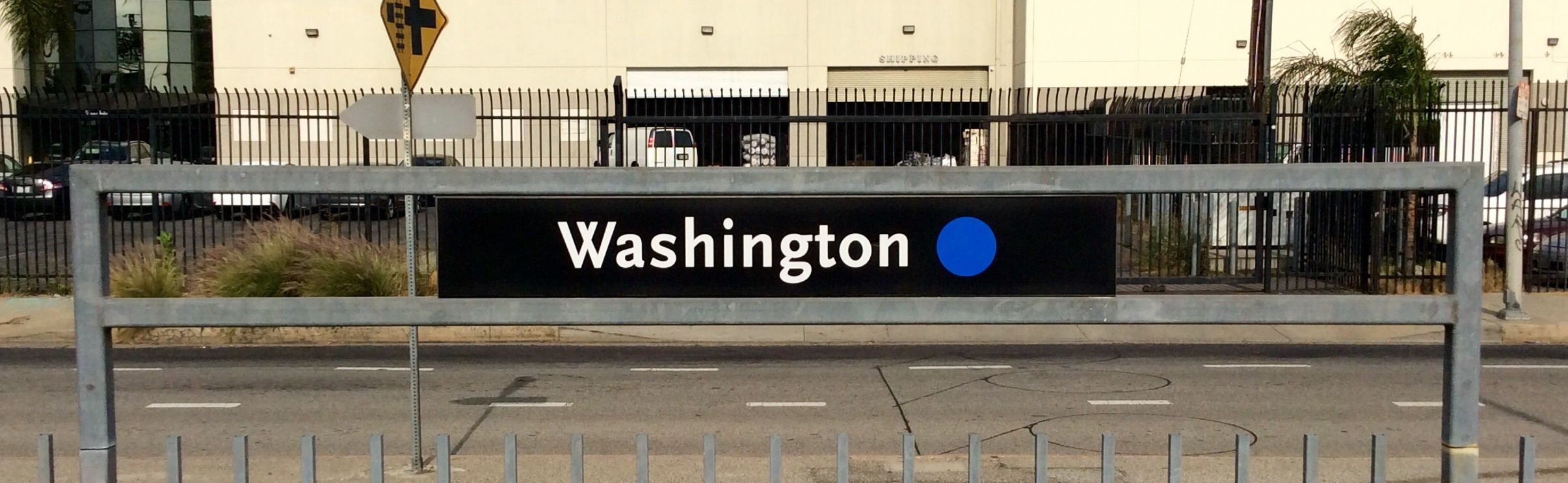
Signalétique.

### Desserte
Washington est desservie par les rames de la ligne A du métro.

### Intermodalité
La station est desservie par la ligne d'autobus 50 de Montebello Bus Lines (en).